# Stattegg
Stattegg är en ort och kommun i Österrike. Den ligger i distriktet Graz-Umgebung i förbundslandet Steiermark,  140 km sydväst om huvudstaden Wien. 
Kommunen består av 13 orter/ortsdelar (Ortschaften) (inom parentes invånarantal 1 januari 2024):

- Buch (66)
- Eichberg (258)
- Hochgreit (267)
- Hohenberg (108)
- Hub (635)
- Kalkleiten (58)
- Krail (176)
- Leber (76)
- Mühl (271)
- Neudorf (350)
- Rannach (174)
- Steingraben (19)
- Ursprung (575)